# Максимовка (Грязовецький район)
Макси́мовка (рос. Максимовка) — селище у складі Грязовецького району Вологодської області, Росія. Входить до складу Вохтозького міського поселення.

## Населення
Населення — 9 осіб (2010; 26 у 2002).
Національний склад (станом на 2002 рік):
- росіяни — 100 %